# Dominic A. Antonelli
Pour les articles homonymes, voir Antonelli.
Dominic Anthony Antonelli, dit Tony, est un astronaute américain né le 23 août 1967.

## Vols réalisés
- STS-119 lancée le 15 mars 2009 : pour amener la poutre S6 de la Station spatiale internationale avec ses panneaux solaires.
- Atlantis STS-132, lancée le 14 mai 2010 : remplacement des batteries de la Station spatiale internationale.